# Ferdynand Kiepski
Ferdynand Kiepski – postać fikcyjna, główny bohater serialu komediowego Świat według Kiepskich. Rolę tę odgrywał Andrzej Grabowski. Postać Ferdka była jedyną, która wystąpiła we wszystkich odcinkach serialu.

## Casting
Początkowo w Ferdynanda miał wcielić się Andrzej Gałła (grający w serialu prezesa Kozłowskiego), który wygrał casting. Szefowie Polsatu zdecydowali jednak, że potrzebny jest bardziej znany aktor. Propozycję w tej kwestii złożono Januszowi Rewińskiemu, który jednak – po zapoznaniu się ze scenariuszem – jej nie przyjął. Kandydatem na odtwórcę głównej postaci był też Ryszard Kotys, ale z powodu wieku zaproponowano mu rolę Mariana Paździocha. Ostatecznie angaż otrzymał Andrzej Grabowski. Według pierwotnego scenariusza Kiepski miał nosić imię Ludwik, które jednak nie spodobało się Grabowskiemu, więc zmieniono je na podobieństwo literackiego bohatera książek dla dzieci – psa Ferdynanda Wspaniałego.

## Charakterystyka postaci
Był głową rodziny Kiepskich. Mieszkał wraz ze swoją rodziną na osiedlu Kosmonautów we Wrocławiu, w starej kamienicy przy ulicy Ćwiartki 3/4, w której ich domownikiem była także jego teściowa Rozalia, której próbował zwykle ukraść rentę i lubił dokuczać (z wzajemnością).
Był z natury bardzo leniwy, nie chce się przemęczać i podjąć stałej pracy (twierdzi, że praca jest prymitywnym sposobem spędzania wolnego czasu i że „w Polsce nie ma pracy dla ludzi z jego wykształceniem”). Za cel obrał sobie zdobycie dużej ilości pieniędzy jak najmniejszym wysiłkiem. Jego ulubionym zajęciem było oglądanie telewizji (głównie piłki nożnej i programów informacyjnych). Pije piwo Mocny Full i wódkę, pali papierosy Kiepy.
W latach 70. pracował jako sprzedawca napojów z saturatora, od 23 kwietnia 1980 stał się bezrobotny.
Alternatywnym wytłumaczeniem bezrobocia bohatera jest historia z odcinka 318 pt. "Syn Nilu", gdzie można dowiedzieć się, że obecny Ferdynand Kiepski jest reinkarnacją egipskiego robotnika Tsinue-Isztar-Chasziradamon-Tutamel-Nusuelibrahim, który to urodził się jako trzeci syn Semutta i Kippy w zachodniej części delty Nilu, były to czasy okrutnych rządów faraona Mnemotypa IV, syna Jezabela Iazabi Szarmaj-Szerka al Bazara, i jego rozpustnej i niegodziwej żony królowej Frenetetetetete. Wraz z milionami podbitych i uciemiężonych robotników pracował przy czterdziestoletniej budowie piramidy dla faraona Mnemotypa IV. W czasie ów robót nie wytrzymał i złorzeczył przeciw faraonowi i jego żonie, co przykuło uwagę jego majstra, który nie pozwolił na obrażanie miłościwie panującego Mnemotypa IV. Został za to schłostany, a później zaprowadzony przed oblicze władcy, który wydał na niego wyrok wiecznego bezrobocia. 
Charakterystyka i typ postaci ulegał wielu zmianom. W odcinkach z lat 1999–2004 Ferdek był głową rodziny, mężczyzną sympatycznym, dziecinnym, zaradnym, bardzo wesołym, naiwnie optymistycznym i nieco prostackim, ale nie głupim, pijącym głównie piwo Mocny Full. We współpracy ze swoim synem Waldusiem myśleli nad zarobieniem pieniędzy, niewiele przy tym robiąc ("Jak tu zarobić, żeby się nie narobić?"). W odcinkach z lat 2005–2007 Ferdynand spoważniał, chodził nieogolony i wyglądał na starszego. Mimo to nadal był pogodnym i optymistycznym człowiekiem. Ze względu na odejście z serialu aktora Bartosza Żukowskiego, wcielającego się w postać Waldka, w odcinkach zabrakło wspólnych pomysłów ojca i syna, a akcja serialu rozgrywała się głównie między trzema bohaterami: Ferdkiem, Marianem Paździochem i Arnoldem Boczkiem.
W 2008 wraz ze zmianą reżysera, postać Kiepskiego uległa zmianie wizualnej - miała doczepiane wąsy i włosy, co było związane z ówczesnym wyglądem Andrzeja Grabowskiego. Ponadto bohater stał się bierny i bardziej chamski (np. w stosunku do Arnolda Boczka). Od 2009 postanowiono przywrócić Ferdkowi dawną charakteryzację, jednak postać jeszcze bardziej spoważniała. Ferdek także rzadziej spożywał piwo Mocny Full, a częściej pił wódkę. Od 2011, pomimo powrotu do serialu Bartosza Żukowskiego, grającego postać Waldka, Ferdek nie miał już z synem takich samych kontaktów jak kiedyś (było to spowodowane m.in. ożenkiem Waldka z Jolasią). Nie wymyślał już razem z nim „jak zarobić, żeby się nie narobić”. Sprzeczał się z nim i na niego krzyczał, oskarżając go m.in. o to, że jego żona Jolasia ukradła frytkownicę. Mimo to kochał syna i czasem dawał mu rady np. jak miał się zachowywać w stosunku do żony. Z synem i synową Ferdek spotykał się głównie przy obiedzie; wtedy siedząc przy stole rozmawiali o różnych tematach całą rodziną.